# 486 Cremona
A 486 Cremona (ideiglenes jelöléssel 1902 JB) a Naprendszer kisbolygóövében található aszteroida. Luigi Carnera fedezte fel 1902. május 11-én.